# Groupe modernité/colonialité
 (mars 2023).
Le Projet Modernité/Colonialité (M/C) est un des collectifs de pensée critique de l'Amérique latine de la première décennie du XXIe siècle.

## Membres
Il s'agit d'un réseau multidisciplinaire et intergénérationnel d'intellectuels dont les anthropologues Arturo Escobar (1951-) et Fernando Coronil (es) (1944-2011), le critique littéraire Javier Sanjinés (1948-), la pédagogue Catherine E. Walsh (Université andine Simón-Bolívar), les philosophes Enrique Dussel (1934-2023), Santiago Castro Gómez (1958-), María Lugones (1944-2020) et Nelson Maldonado-Torres (en) (1971-), les sociologues Aníbal Quijano (1928-2018),  Edgardo Lander (es) (1942-), Ramón Grosfoguel (1956-)et Agustín Lao-Montes (1956-) et les sémiologues Walter Mignolo (1941-) et Zulma Palermo (1938-).

## Postulats
Leurs travaux peuvent être vus à travers le postulat d'une perspective « décoloniale » ou « post occidentale ». Ce postulat situe la discussion sur les relations de pouvoir qui s'installent à partir de 1492, de ce qui se nomme aujourd'hui comme la découverte de l'Amérique, qui implique une racialisation qui est à la base de l'instauration d'un système économique capitaliste et, partant, de la modernité européenne. Le sociologue marxiste Aníbal Quijano, qui a travaillé avec Immanuel Wallerstein, auquel on doit le concept de système-monde, reste très proche de l'idée d'une infrastructure économique dans laquelle la séparation radicale entre les travailleurs de la périphérie coloniale et ceux des métropoles, pour fonctionner, s'appuiera sur l'infériorisation des peuples colonisés, processus qui commence dès la controverse de Valladolid.
Certains penseurs décoloniaux, qui attribuent également un rôle central à la racialisation, critiquent ce qui leur apparaît comme un économicisme et la notion de détermination « en dernière instance » qui va avec et préfèrent parler de « civilisation capitaliste ». 

## Perspective décoloniale: spécificité et distinction
Il est ainsi important de les distinguer du postcolonialisme, généralement dominé par des auteurs provenant des anciennes colonies anglaises ou françaises en Asie, en Océanie et au Moyen Orient, et partant plutôt d'une perspective culturaliste faisant débuter l'histoire coloniale 300 ans plus tard.
La perspective décoloniale, longtemps (et encore) confondue avec celle des études postcoloniales, commence à être mieux connue en France. En témoignent les séminaires et colloques qui traitent de la question dès le milieu des années 2010 à Limoges, Paris, Lyon et Toulouse. 

## Traductions et publications
Un travail de traduction a commencé depuis une dizaine d'années, grâce au Groupe décolonial de traduction et d'autres traducteurs. 
Les revues Multitudes et Mouvement ont été les premières à traduire des articles d'auteurs décoloniaux. En 2009, les Cahiers des Amériques latines ont publié un dossier sur la question.
Il y a eu publication de l'anthologie Penser l'envers obscur de la modernité en 2014 et de Désobéissance épistémique de Walter Mignolo en 2015. Le Réseau d'études décoloniales propose dans son numéro de 2016 des traductions de différents auteurs du groupe comme Arturo Escobar, Ramon Grosfoguel et Eduardo Restrepo. 

## Catégories d'analyses
Le Projet M/C correspond à une rencontre entre intellectuels venant d'horizons différents et désireux d'élaborer de nouveaux concepts critiques. Si au départ, la volonté de penser la réalité latino-américaine a été déterminante, les analyses qui ont été formulées, développements du concept fondateur de colonialité du pouvoir, sont loin de se cantonner au seul contexte latino-américain.
Les sources intellectuelles du groupes furent au départ assez diverses: la théologie de la libération, la théorie de la dépendance et la philosophie latino-américaine ont joué et continuent de jouer un rôle important.
D'autres influences s'expriment dans ce courant, celle des études post-coloniales et subalternes, de la pédagogie libératrice de Paulo Freire, ou encore des études culturelles. On peut citer également l'apport d'un marxisme revisité par Gramsci, de la philosophie afro-caribéenne, du féminisme et du post-structuralisme. 
Le concept de colonialité du pouvoir, forgé par Aníbal Quijano au début des années 1990, s'est peu à peu enrichi de développements divers, la colonialité du savoir et l'être ou de la nature venant compléter le concept de départ. 
Le groupe M/C a été avant tout une espèce de catalyseur permettant d'articuler la pensée critique latino-américaine des années 1970 avec la pensée critique européenne et américaine des années 1980 et 1990. Comme résultat de toutes ces influences le Projet M/C a généré un vocabulaire particulier qui s'incorpore avec un relatif succès dans le monde académique, et aussi dans quelques organisations et mouvements sociaux. Pour comprendre la portée politique de ce courant qui vise un changement social en profondeur du monde actuel, il faut prendre en compte une donnée importante : en Amérique latine, il n'y a pas eu un effondrement des projets critiques, comme en Europe, à partir des années 1990. Une des raisons de cet état de fait tient à une histoire originale de l'Amérique latine : les luttes du XXe siècle n'étaient pas organisées seulement par la tradition marxiste, la théologie de la libération, ou les mouvements indigènes ont donné des dynamiques nouvelles aux mouvements sociaux qui, aux États-Unis et en Europe se sont essoufflés à partir des années 1980 et surtout 1990.

## Critiques
Dans un ouvrage publié en 2024, des universitaires marxistes publient Critique de la raison décoloniale, dans lequel est critiquée l'importance prise par les questions ethno-raciales dans la pensée décoloniale, qui dissimuleraient selon eux la place des inégalités socio-économiques dans la compréhension des rapports entre les métropoles et les périphéries.

## Publications
- Santiago Castro-Gómez, Oscar Guardiola-Rivera y Carmen Millán de Benavides (eds.), Pensar (en) los intersticios. Teoría y práctica de la crítica poscolonial, Bogotá: Instituto Pensar, 1999
- Edgardo Lander (ed.), La colonialidad del saber. Eurocentrismo y ciencias sociales. Perspectivas latinoamericanas, Buenos Aires, CLACSO, 2000
- Santiago Castro-Gómez (ed.), La reestructuración de las ciencias sociales en América Latina, Bogotá: Instituto Pensar, 2000
- Walter Mignolo (ed.), Capitalismo y geopolítica del conocimiento. El eurocentrismo y la filosofía de la liberación en el debate internacional contemporáneo, Buenos Aires: Ediciones del Signo, 2001
- Santiago Castro-Gómez, Freya Schiwy, Catherine Walsh (eds.), Indisciplinar las ciencias sociales. Geopolíticas del conocimiento y colonialidad del poder, Quito: Abya-Yala Editores, 2002.
- Ramón Grosfoguel, Ana Margarita Cervantes-Rodríguez, The Modern/Colonial/Capitalist World-System in the Twentieth Century: Global Processes, Antisystemic Movements, and the Geopolitics of Knowledge, Westport, Greenwood Press, 2002
- Ramón Grosfoguel, José Romero,Pensar Decolonial, Fondo Editorial La Urbana, 2009.
- Freya Schiwy, Nelson Maldonado-Torres, (Des)colonialidad del ser y del saber. Videos indígenas y los límites coloniales de la izquierda en Bolivia, Buenos Aires: Ediciones del Signo, 2006
- Ramón Grosfoguel, Nelson Maldonado-Torres et José David Saldívar, Latin@s in the World-System. Decolonization Struggles in the 21st Century U.S. Empire, Boulder: Paradigm Publishers, 2006
- Santiago Castro-Gómez, Ramón Grosfoguel (eds.), El giro decolonial. Reflexiones para una diversidad epistémica más allá del capitalismo global, Bogotá: Siglo del Hombre Editores, 2007.
- Walter Mignolo, Arturo Escobar (eds.), Globalization and the Decolonial Option, New York: Routledge, 2008
- Catherine Walsh, Pensamiento crítico y matriz (de)colonial. Reflexiones latinoamericanas, Quito: Abya-Yala Editores, 2000
- Catherine Walsh, Álvaro García Linero y Walter Mignolo (eds.), Interculturalidad, descolonización del estado y del conocimiento, Buenos Aires: Ediciones del Signo, 2006
- Santiago Castro-Gómez, La hybris del punto cero. Ciencia, raza e ilustración en la Nueva Granada (1750-1816), Bogotá: Universidad Javeriana,  2005
- Santiago Castro-Gómez, La poscolonialidad explicada a los niños, Popayán: Universidad del Cauca, 2005
- Santiago Castro-Gómez, Tejidos oníricos. Movilidad, capitalismo y biopolítica en Bogotá (1910-1930), Bogotá: Universidad Javeriana, 2009
- Fernando Coronil, The Magical State. Nature, Money and Modernity in Venezuela, Chicago: The University of Chicago Press, 1997
- Enrique Dussel, 1492. El encubrimiento del otro. Hacia el origen del mito de la modernidad, Madrid: Nueva Utopía, 1992
- Enrique Dussel, Ética de la liberación en la edad de la globalización y de la exclusión, Madrid: Trotta, 1998
- Enrique Dussel, Política de la liberación. Historia mundial y crítica, Madrid: Trotta, 2007
- Arturo Escobar, La invención del Tercer Mundo. Construcción y deconstrucción del desarrollo, Bogotá: Editorial Norma, 1996
- Arturo Escobar, El final del salvaje. Naturaleza, cultura y política en la antropología contemporánea, Bogotá: ICAN, 1999
- Arturo Escobar, Más allá del Tercer Mundo: Globalización y Diferencia, Bogotá: ICANH, 2005.
- Ramón Grosfoguel, Colonial Subjects. Puerto Ricans in a Global Perspective, Berkeley: University of California Press, 2003.
- Nelson Maldonado Torres, Against War. Views from the Other Side of Modernity, Durham: Duke University Press, 2008
- Walter Mignolo, The Darker Side of the Renaissance. Literacy, Territoriality and Colonization, Ann Arbor: University of Michigan, 1995
- Walter Mignolo, Historias locales/diseños globales: colonialidad, conocimientos subalternos y pensamiento fronterizo, Madrid: Ediciones Akal, 2003
- Walter Mignolo, La idea de América Latina. La herida colonial y la opción decolonial, Barcelone: Gedisa, 2007
- Aníbal Quijano, Colonialidad del Poder, Eurocentrismo y América Latina, In : Edgardo Lander (ed.), La colonialidad del saber. Eurocentrismo y ciencias sociales. Perspectivas latinoamericanas, Buenos Aires, CLACSO, 2000.
- Aníbal Quijano, Colonialidad y clasificación social, In : Santiago Castro-Gómez y Ramón Grosfoguel (eds.), El giro decolonial. Reflexiones para una diversidad epistémica más allá del capitalismo global, Bogotá: Siglo del Hombre Editores, 2007.
- Aníbal Quijano, Colonialidad, Poder, Cultura y Conocimiento en América Latina, In : Anuario Mariateguiano, vol. IX, no 9, Lima, 1998, p. 113-122
- Aníbal Quijano, Colonialidad y Modernidad/Racionalidad, In Heraclio Bonilla (comp.), Los Conquistados. 1492 y la población indígena de las Américas, Bogotá: FLACSO-Tercer Mundo, 1992
- Aníbal Quijano, Modernidad, Identidad y Utopía en América Latina, Quito: Ediciones El Conejo, 1989.
- Zulma Palermo, Desde la otra orilla. Pensamiento crítico y políticas culturales en América Latina, Córdoba: Alción, 2005
- Catherine Walsh, Interculturalidad, Estado, Sociedad. Luchas (de)coloniales de nuestra época, Quito : Université andine Simón Bolívar / Abya-Yala Editores, 2009
- Philippe Collin et Lissel Quiroz, Pensées décoloniales: Une introduction aux théories critiques d'Amérique latine, Zones, 2023